# Nanggulan
Nanggulan ist ein Distrikt (Kecamatan) im Regierungsbezirks (Kabupaten) Kulon Progo der Sonderregion Yogyakarta im Süden der Insel Java. Der Kecamatan liegt im Osten des Kabupaten und grenzt im Osten an den Kabupaten Sleman (Kec. Minggir und Moyudan), im Nordwesten an Girimulyo, im Westen und Süden an Pengashi, im Süden an Sentolo und an den Kecamatan Kalibawang im Norden. Ende 2021 zählte der Distrikt 30.036 Einwohner auf 39,28 km² Fläche.

## Verwaltungsgliederung
Der Kecamatan (auch Kapanewon genannt) gliedert sich in sechs ländliche Dörfer (Desa):
| PUM-Code 1    | Desa           | Fläche (km²) | Bevölkerung zur Volkszählung 2 | Bevölkerung zur Volkszählung 2 | Bevölkerung zur Volkszählung 2 | Bevölkerung zur Volkszählung 2 | Bevölkerung zur Volkszählung 2 | Bevölkerung zur Volkszählung 2 | Pend./ Dusun 4 | RW/ RT 5 |
| PUM-Code 1    | Desa           | Fläche (km²) | 002000                         | 002010                         | Männer                         | Frauen                         | 2020                           | Dichte 3                       | Pend./ Dusun 4 | RW/ RT 5 |
| ------------- | -------------- | ------------ | ------------------------------ | ------------------------------ | ------------------------------ | ------------------------------ | ------------------------------ | ------------------------------ | -------------- | -------- |
| 34.01.10.2001 | Banyuroto      | 7,91         | 3.276                          | 3.418                          | 1.964                          | 2.053                          | 4.017                          | 507,8                          | 8              | 18/56    |
| 34.01.10.2002 | Donomulyo      | 9,7          | 5.377                          | 5.711                          | 3.223                          | 3.191                          | 6.414                          | 661,2                          | 10             | 20/60    |
| 34.01.10.2003 | Wijimulyo      | 6,06         | 4.673                          | 4.849                          | 2.628                          | 2.726                          | 5.354                          | 883,5                          | 11             | 24/74    |
| 34.01.10.2004 | Tanjungharjo   | 5,85         | 3.789                          | 4.024                          | 2.226                          | 2.351                          | 4.577                          | 782,4                          | 8              | 17/45    |
| 34.01.10.2005 | Jati Sarono    | 4,98         | 4.278                          | 4.853                          | 2.562                          | 2.559                          | 5.121                          | 1.028,3                        | 12             | 24/69    |
| 34.01.10.2006 | Kembang        | 5,11         | 4.068                          | 4.384                          | 2.392                          | 2.483                          | 4.875                          | 954,0                          | 12             | 26/81    |
| 334.01.10     | Kec. Nanggulah | 39,61        | 25.461                         | 27.239                         | 14.995                         | 15.363                         | 30.358                         | 766,5                          | 61             | 129/385  |

## Demographie
Grobeinteilung der Bevölkerung nach Altersgruppen (zum Zensus 2020)
| Altersgruppen | 00Männer | 00Frauen | zusammen |
| ------------- | -------- | -------- | -------- |
| 0 – 14        | 3.134    | 2.961    | 6.095    |
| 15 – 64       | 10.035   | 10.194   | 20.229   |
| 65+           | 1.826    | 2.208    | 4.034    |
| gesamt        | 14.995   | 15.363   | 30.358   |
| anteilig (%)  |          |          |          |
| 0 – 14        | 20,9     | 19,27    | 20,08    |
| 15 – 64       | 66,92    | 66,35    | 66,63    |
| 65+           | 12,18    | 14,37    | 13,29    |

### Bevölkerungsentwicklung
In den Ergebnissen der sieben Volkszählungen seit 1961 ist folgende Entwicklung ersichtlich:
| Einheit/Jahr     | 1961         | 1971         | 1980         | 1990         | 2000         | 2010         | 2020         |
| ---------------- | ------------ | ------------ | ------------ | ------------ | ------------ | ------------ | ------------ |
| Kec. Nanggulan   | 24.126       | 24.727       | 25.117       | 25.430       | 25.461       | 27.239       | 30.358       |
| Anteil in %      | 1,08         | 0,99         | 0,91         | 0,87         | 0,82         | 0,79         | 0,83         |
| Kab. Kulon Progo | 337.127      | 370.629      | 380.685      | 372.309      | 370.944      | 388.869      | 436.395      |
| Sonderregion DIY | 00 2.231.062 | 00 2.487.177 | 00 2.750.025 | 00 2.912.611 | 00 3.120.478 | 00 3.457.491 | 00 3.66.8719 |